# Людвиг, Макс
Макс Людвиг (нем. Max Ludwig; 25 октября 1882, Глаухау — 1945, Лейпциг) — немецкий хоровой дирижёр, органист, музыкальный педагог.

## Биография
Окончил учительскую семинарию в Вальденбурге, затем в 1908—1910 гг. учился в Лейпцигской консерватории, где среди его учителей были Ферруччо Бузони, Макс Регер и Роберт Тейхмюллер.
Руководил хором учителей в Галле, затем Новым лейпцигским мужским хором, рядом других лейпцигских коллективов; в конце 1930-х гг. музыкальный руководитель Riedel-Verein — исполняющего духовную музыку хорового коллектива, основанного Карлом Риделем. Возглавлял Лейпцигское Шубертовское общество. Работал органистом в лейпцигской церкви Святого Петра. Преподавал в Лейпцигской консерватории, с 1932 года профессор. Написал ряд органных и хоровых сочинений.
Отец трёх детей, сын Йохен погиб на Восточном фронте. Похоронен на лейпцигском Южном кладбище.